# منطقه حفاظت‌شده چهارباغ
منطقهٔ حفاظت‌شدهٔ چهارباغ یک منطقهٔ حفاظت‌شده با مساحت ۱۹۵۰۹ هکتار است که در استان مازندران در ایران قرار دارد. این منطقهٔ حفاظت‌شده طبق مصوبهٔ شمارهٔ ۶۷۷ در تاریخ ۱۳۸۰/۷/۲۵ در فهرست مناطق تحت حفاظت سازمان محیط زیست ایران قرار گرفت.